# Фейрберн, Томас

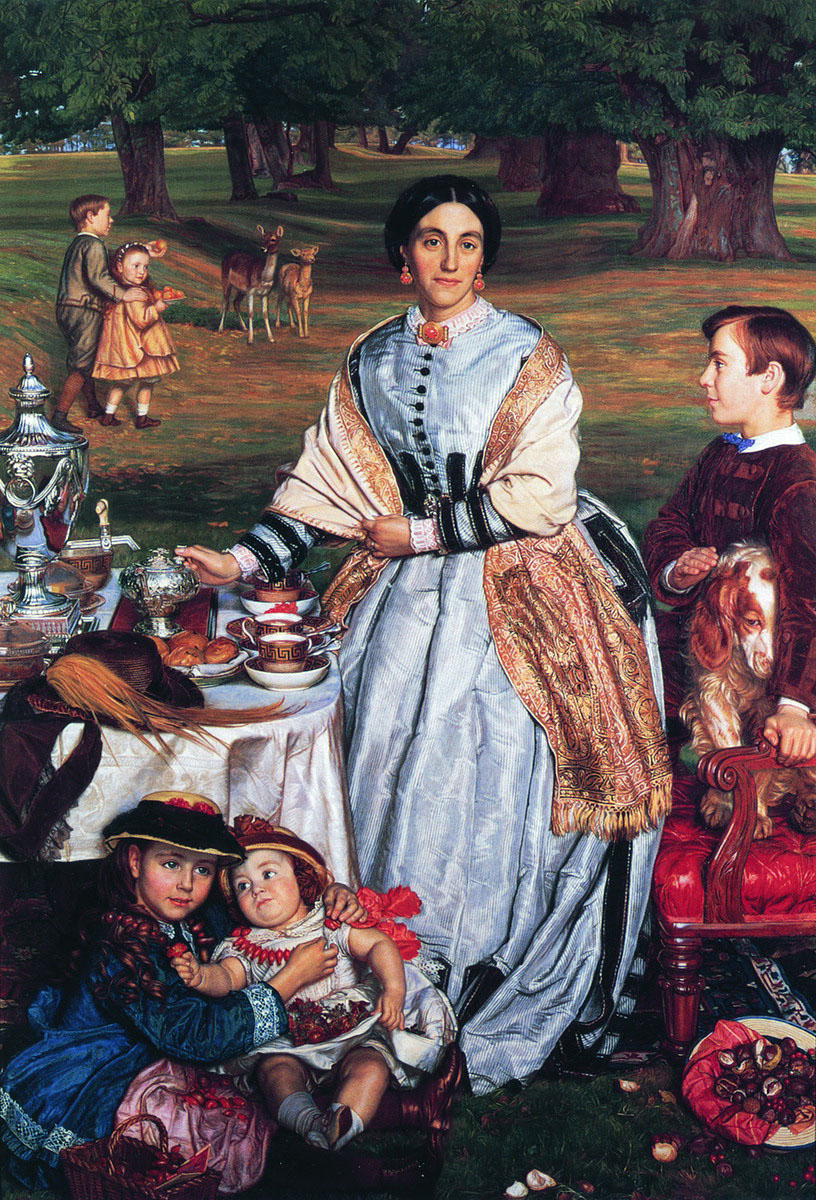
Семья Томаса Фейрберна на картине Уильяма Ханта, 1864 год

Сэр Томас Фейрберн (англ. Thomas Fairbairn; 1823—1891) — английский промышленник и коллекционер искусства.

## Биография
Родился 18 января 1823 года в районе Ardwick, недалеко от центра Манчестера. Он был третьим из восьми выживших детей сэра Уильяма Фейрберна — шотландского инженера-кораблестроителя, основателя компании William Fairbairn & Sons.
Получив частное образование, с 1840 года Томас работал в бизнесе своего отца, возглавил судостроительную фирму Millwall Iron Works в Лондоне. После путешествия по Италии в 1841—1842 годах он начал коллекционировать картины. После женитьбы в 1848 году, вернулся в Манчестер.
На художественной выставке Royal Academy exhibition в 1853 году Фейрберн был впечатлен произведениями английского художника Уильяма Ханта, которому сам заказывал некоторые картины на семейные сюжеты. Также он заказывал картины художнику Эдварду Лиру и скульптуры Томасу Вулнеру, в том числе мраморную скульптуру двух своих глухих детей в натуральную величину.
Томас Фейрберн был в числе организаторов Всемирной выставки 1851 года в Лондоне и художественной выставки Art Treasures Exhibition в 1857 году в Манчестере. Его друг — художник Август Эгг, был директором галереи Modern Masters, где Фейрберн приобретал некоторые работы для своей коллекции.
Также он принимал участие на международных выставках 1862, 1867 и 1871 годов. Приложил немало усилий для открытия в 1882 году Манчестерской художественной галереи.
С 1862 года он жил в доме Burton Park близ Петворта в Сассексе, а в 1866 году переехал в Brambridge House в местечке Bishopstoke возле Саутгемптона, Хэмпшир. В 1870 году был шерифом в Хэмпшире.
Умер 12 августа 1891 года в Bishopstoke от инсульта и был похоронен в церкви местечка Twyford, Хэмпшир. Многие из его картин были проданы членами семьи в 1890-х годах.
C 23 марта 1848 года Томас Фейрберн был женат на Элисон Кэллоуэй (англ. Allison Callaway). В их семье родилось пятеро детей, двое из них — сын Артур и дочь Констанс — были глухими с рождения.